# Rodrigo Aguirre Soto
Rodrigo Sebastián Aguirre Soto (Montevideo, 1 de octubre de 1994) es un futbolista uruguayo. Juega de delantero y su equipo es el Club América de la Primera División de México.

## Trayectoria

### Categorías formativas
Rodrigo Aguirre, nacido y criado en Montevideo, empezó a jugar al fútbol desde muy joven. A los ocho años pasó del Club Social y Deportivo Iriarte a la Asociación Cultural y Deportiva 3 de Abril, club por el que pasaban reconocidos futbolistas uruguayos, como Gustavo Varela, Leonel Pilipauskas y, en especial, Gastón Rodríguez. A los doce años fue invitado a defender el Liverpool Fútbol Club, donde firmó su primer contrato y comenzó su carrera entre los profesionales unos años después.

### Inicio en Liverpool
Aguirre debutó en el Liverpool de Montevideo en 2011, cuando disputó tres partidos en el Torneo Apertura. A partir del año siguiente, comenzó a ganar espacio entre los jugadores, especialmente en el segundo semestre. El primer gol del equipo negriazul llegó en la Copa Sudamericana 2012, en el empate 1-1 ante Envigado, fuera de casa. A partir de 2013, comenzaron las especulaciones sobre una posible transferencia al fútbol europeo, pero no se materializó hasta la temporada siguiente.

### Udinese
En abril de 2014, el Udinese desembolsó alrededor de 4 millones de euros para contratar al delantero, superando la competencia de clubes como Mónaco y Braga. En ese momento, a los 19 años, Aguirre firmó con la escuadra italiana por cinco temporadas. Incluso antes de debutar con el equipo de Udine, fue transferido al Empoli para jugar en la Serie A 2014-15. En el equipo toscano, vivió con lesiones y estuvo a menudo en el banco, dejando el club a mitad de temporada con solo dos partidos jugados.
De vuelta en el Udinese, tuvo pocas oportunidades de jugar, y rara vez comenzó entre los titulares. Su único gol con el club fue en la derrota por 3-1 ante la Roma el 28 de octubre de 2015.

### Perugia y Lugano
En 2016 fue trasladado al Perugia de la Serie B italiana y en la segunda mitad, fue cedido al Lugano de la Superliga de Suiza.

### Nacional
En enero de 2017 firmó un contrato de préstamo con Nacional por seis meses. De regreso a Uruguay, el delantero recuperó el buen fútbol, destacándose tanto en el Campeonato Uruguayo como en la Copa Libertadores. En julio, el club gastó aproximadamente $ 150,000 para extender su préstamo por otro semestre. En el mismo mes, el jugador anotó el gol del título del Torneo Intermedio, en la victoria por 1-0 sobre Defensor Sporting. Al final del año, sufrió una lesión de menisco y regresó a Italia para operarse en la rodilla. Como su contrato con Nacional terminó el 31 de diciembre, el delantero abandonó el equipo.

### Botafogo
A partir de 2018, el jugador comenzó a especularse en varios clubes como River Plate y Emelec, ambos de la Libertadores y Los Angeles Galaxy y Montréal Impact, de la MLS. A pesar de ello, el jugador mostró interés en defender al Botafogo. Luego de una larga negociación, que incluso involucró una propuesta del rival Fluminense, Aguirre fue anunciado oficialmente por el alvinegro en marzo, llegó cedido por el Udinese hasta julio de 2019. Debutó con el club el 14 de mayo, en la victoria 2-1 sobre Fluminense, en un partido válido por la Serie A de Brasil.
Después de 15 juegos de ayuno, marcó su primer y único gol con la camiseta del club en la victoria por 2-0 sobre el Sport Recife, en Nilton Santos, en un partido del Campeonato Brasileño. Al final del año, fue seleccionado como "Bola de Tata" por Bola de Prata de ESPN Brasil, que reunió a los jugadores que obtuvieron las peores puntuaciones en todo el Brasileirão. En enero de 2019, solicitó dejar Botafogo y su contrato fue rescindido.

### Liga Deportiva Universitaria
Poco después de salir de Botafogo, se anunció como refuerzo de Liga Deportiva Universitaria. En el equipo albo fue campeón de la Copa Ecuador 2018-19 y de la Supercopa de Ecuador 2020.

## Selección nacional

### Sub-17
Aguirre debutó el 12 de noviembre de 2011 con la Selección Uruguya sub-17, entrenada por Fabián Coito, en el partido de la Copa Universidad Católica que perdió 1-0 ante la selección mexicana. Formó parte del plantel que participó en el Campeonato Sudamericano Sub-17 de 2011 en Ecuador y el Mundial Sub-17 de 2011 en México. En esta última jugó siete partidos, anotó un gol y fue subcampeón. En total con esta categoría hizo 23 apariciones internacionales.

### Sub-20 y Sub-23
También formó parte de la Selección sub-23. Su debut fue el 25 de abril de 2012 en un empate 0-0 ante Egipto. Este fue su único partido en esta selección nacional. 
En la selección sub-20, fue utilizado por primera vez con el entrenador Juan Verzeri el 8 de junio de 2012 en una victoria por 2-0 contra Estados Unidos. Aguirre formó parte del plantel que disputó el Campeonato Sudamericano Sub-20 de 2013 en Argentina, logrando jugar ocho partidos durante el torneo.

### Participaciones en fases finales
| Torneo                          | Categoría | Sede    | Resultado  |
| ------------------------------- | --------- | ------- | ---------- |
| Campeonato Sudamericano de 2011 | Sub-17    | Ecuador | Subcampeón |
| Copa Mundial de 2011            | Sub-17    | México  | Subcampeón |

## Estadísticas

### Clubes
Actualizado al último partido jugado el 19 de abril de 2025.
| Club                          | Div.          | Temporada     | Liga  | Liga  | Liga         | Copas regionales | Copas regionales | Copas regionales | Copas nacionales | Copas nacionales | Copas nacionales | Copas internacionales | Copas internacionales | Copas internacionales | Total | Total | Total  | Media goleadora |
| Club                          | Div.          | Temporada     | Part. | Goles | Asist.       | Part.            | Goles            | Asist.           | Part.            | Goles            | Asist.           | Part.                 | Goles                 | Asist.                | Part. | Goles | Asist. | Media goleadora |
| ----------------------------- | ------------- | ------------- | ----- | ----- | ------------ | ---------------- | ---------------- | ---------------- | ---------------- | ---------------- | ---------------- | --------------------- | --------------------- | --------------------- | ----- | ----- | ------ | --------------- |
| Liverpool F. C. · Uruguay     |               |               |       |       |              |                  |                  |                  |                  |                  |                  |                       |                       |                       |       |       |        |                 |
| 1.ª                           | 2011-12       | 11            | 0     | 0     | Inexistentes | Inexistentes     | Inexistentes     | —                | —                | —                | —                | —                     | —                     | 11                    | 0     | 0     | 0.00   |                 |
| 1.ª                           | 2012-13       | 20            | 8     | 0     | Inexistentes | Inexistentes     | Inexistentes     | —                | —                | —                | 6                | 1                     | 1                     | 26                    | 9     | 1     | 0.34   |                 |
| 1.ª                           | 2013-14       | 26            | 8     | 3     | Inexistentes | Inexistentes     | Inexistentes     | —                | —                | —                | —                | —                     | —                     | 26                    | 8     | 3     | 0.30   |                 |
| Total club                    | Total club    | 57            | 16    | 3     | 0            | 0                | 0                | 0                | 0                | 0                | 6                | 1                     | 1                     | 63                    | 17    | 4     | 0.26   |                 |
| Empoli F. C. · Italia         |               |               |       |       |              |                  |                  |                  |                  |                  |                  |                       |                       |                       |       |       |        |                 |
| 1.ª                           | 2014          | 1             | 0     | 0     | Inexistentes | Inexistentes     | Inexistentes     | 1                | 0                | 0                | —                | —                     | —                     | 2                     | 0     | 0     | 0.00   |                 |
| Total club                    | Total club    | 1             | 0     | 0     | 0            | 0                | 0                | 1                | 0                | 0                | 0                | 0                     | 0                     | 2                     | 0     | 0     | 0.00   |                 |
| Udinese Calcio · Italia       |               |               |       |       |              |                  |                  |                  |                  |                  |                  |                       |                       |                       |       |       |        |                 |
| 1.ª                           | 2015          | 7             | 1     | 0     | Inexistentes | Inexistentes     | Inexistentes     | 1                | 0                | 0                | —                | —                     | —                     | 8                     | 1     | 0     | 0.12   |                 |
| 1.ª                           | 2015          | 10            | 0     | 1     | Inexistentes | Inexistentes     | Inexistentes     | 2                | 0                | 0                | —                | —                     | —                     | 12                    | 0     | 1     | 0.00   |                 |
| Total club                    | Total club    | 17            | 1     | 1     | 0            | 0                | 0                | 3                | 0                | 0                | 0                | 0                     | 0                     | 20                    | 1     | 1     | 0.05   |                 |
| A. C. Perugia Calcio · Italia |               |               |       |       |              |                  |                  |                  |                  |                  |                  |                       |                       |                       |       |       |        |                 |
| 2.ª                           | 2016          | 17            | 3     | 1     | Inexistentes | Inexistentes     | Inexistentes     | —                | —                | —                | —                | —                     | —                     | 17                    | 3     | 1     | 0.17   |                 |
| Total club                    | Total club    | 17            | 3     | 1     | 0            | 0                | 0                | 0                | 0                | 0                | 0                | 0                     | 0                     | 17                    | 3     | 1     | 0.17   |                 |
| F. C. Lugano · Suiza          |               |               |       |       |              |                  |                  |                  |                  |                  |                  |                       |                       |                       |       |       |        |                 |
| 1.ª                           | 2016          | 9             | 1     | 1     | Inexistentes | Inexistentes     | Inexistentes     | 1                | 0                | 0                | —                | —                     | —                     | 10                    | 1     | 1     | 0.10   |                 |
| Total club                    | Total club    | 9             | 1     | 1     | 0            | 0                | 0                | 1                | 0                | 0                | 0                | 0                     | 0                     | 10                    | 1     | 1     | 0.10   |                 |
| C. Nacional · Uruguay         |               |               |       |       |              |                  |                  |                  |                  |                  |                  |                       |                       |                       |       |       |        |                 |
| 1.ª                           | 2017          | 26            | 13    | 7     | Inexistentes | Inexistentes     | Inexistentes     | —                | —                | —                | 7                | 1                     | 0                     | 33                    | 14    | 7     | 0.42   |                 |
| Total club                    | Total club    | 26            | 13    | 7     | 0            | 0                | 0                | 0                | 0                | 0                | 7                | 1                     | 0                     | 33                    | 14    | 7     | 0.42   |                 |
| Botafogo F. R. · Brasil       |               |               |       |       |              |                  |                  |                  |                  |                  |                  |                       |                       |                       |       |       |        |                 |
| 1.ª                           | 2018          | 20            | 1     | 0     | 0            | 0                | 0                | —                | —                | —                | 3                | 0                     | 0                     | 23                    | 1     | 0     | 0.04   |                 |
| 1.ª                           | 2019          | —             | —     | —     | 2            | 0                | 0                | —                | —                | —                | —                | —                     | —                     | 2                     | 0     | 0     | 0.00   |                 |
| Total club                    | Total club    | 20            | 1     | 0     | 2            | 0                | 0                | 0                | 0                | 0                | 3                | 0                     | 0                     | 25                    | 1     | 0     | 0.04   |                 |
| Liga de Quito · Ecuador       |               |               |       |       |              |                  |                  |                  |                  |                  |                  |                       |                       |                       |       |       |        |                 |
| 1.ª                           | 2019          | 22            | 12    | 0     | Inexistentes | Inexistentes     | Inexistentes     | 7                | 4                | 1                | 9                | 2                     | 1                     | 38                    | 18    | 2     | 0.47   |                 |
| 1.ª                           | 2020          | 20            | 5     | 1     | Inexistentes | Inexistentes     | Inexistentes     | —                | —                | —                | 5                | 0                     | 0                     | 25                    | 5     | 1     | 0.20   |                 |
| Total club                    | Total club    | 42            | 17    | 1     | 0            | 0                | 0                | 7                | 4                | 1                | 14               | 2                     | 1                     | 63                    | 23    | 3     | 0.36   |                 |
| C. Necaxa · México            |               |               |       |       |              |                  |                  |                  |                  |                  |                  |                       |                       |                       |       |       |        |                 |
| 1.ª                           | 2021          | 6             | 0     | 0     | Inexistentes | Inexistentes     | Inexistentes     | —                | —                | —                | —                | —                     | —                     | 6                     | 0     | 0     | 0.00   |                 |
| 1.ª                           | 2021-22       | 32            | 12    | 4     | Inexistentes | Inexistentes     | Inexistentes     | —                | —                | —                | —                | —                     | —                     | 32                    | 12    | 4     | 0.37   |                 |
| Total club                    | Total club    | 38            | 12    | 4     | 0            | 0                | 0                | 0                | 0                | 0                | 0                | 0                     | 0                     | 38                    | 12    | 4     | 0.31   |                 |
| C. F. Monterrey · México      |               |               |       |       |              |                  |                  |                  |                  |                  |                  |                       |                       |                       |       |       |        |                 |
| 1.ª                           | 2022-23       | 37            | 8     | 4     | Inexistentes | Inexistentes     | Inexistentes     | —                | —                | —                | —                | —                     | —                     | 37                    | 8     | 4     | 0.21   |                 |
| 1.ª                           | 2023-24       | 21            | 0     | 2     | Inexistentes | Inexistentes     | Inexistentes     | —                | —                | —                | 5                | 1                     | 1                     | 26                    | 1     | 3     | 0.03   |                 |
| Total club                    | Total club    | 58            | 8     | 6     | 0            | 0                | 0                | 0                | 0                | 0                | 5                | 1                     | 1                     | 63                    | 9     | 7     | 0.14   |                 |
| C. América · México           |               |               |       |       |              |                  |                  |                  |                  |                  |                  |                       |                       |                       |       |       |        |                 |
| 1.ª                           | 2024-25       | 25            | 11    | 1     | Inexistentes | Inexistentes     | Inexistentes     | —                | —                | —                | 3                | 1                     | 0                     | 28                    | 12    | 1     | 0.42   |                 |
| Total club                    | Total club    | 25            | 11    | 1     | 0            | 0                | 0                | 0                | 0                | 0                | 3                | 1                     | 0                     | 28                    | 12    | 1     | 0.42   |                 |
| Total carrera                 | Total carrera | Total carrera | 310   | 83    | 25           | 2                | 0                | 0                | 12               | 4                | 1                | 38                    | 6                     | 3                     | 362   | 93    | 29     | 0.25            |
| 1. 2. 3. 4.                   |               |               |       |       |              |                  |                  |                  |                  |                  |                  |                       |                       |                       |       |       |        |                 |

## Palmarés

### Campeonatos regionales
| Título             | Club     | Estado         | Año  |
| ------------------ | -------- | -------------- | ---- |
| Campeonato Carioca | Botafogo | Río de Janeiro | 2018 |

### Campeonatos nacionales
| Título               | Club          | País    | Año  |
| -------------------- | ------------- | ------- | ---- |
| Torneo Intermedio    | Nacional      | Uruguay | 2017 |
| Copa Ecuador         | Liga de Quito | Ecuador | 2019 |
| Supercopa de Ecuador | Liga de Quito | Ecuador | 2020 |
| Primera División     | América       | México  | 2024 |